# Armed Aerial Scout
Armed Aerial Scout (AAS) war ein Programm der US-Army zur Entwicklung eines Ersatzes für den leichten Aufklärungs- und Kampfhubschrauber Bell OH-58 Kiowa. Das Programm wurde Ende 2013 ergebnislos beendet.

## Historie
Das Armed Aerial Scout-Programm ersetzte das vorherige Armed-Reconnaissance-Helicopter-Programm, bei dem die Bell ARH-70 Arapaho als Gewinner hervorging. Aufgrund von Kostenüberschreitungen wurde das Programm aber am 17. Oktober 2008 beendet.
Nach einer Analyse der Alternativen (Analysis of Alternatives, AoA) 2010/2011 wurde ein Request for Proposal (RFP), eine Aufforderung zur Einreichung von Angeboten, für 2014 geplant zu veröffentlichen. Es sollten bis zu 368 Hubschrauber bei einem Stückpreis von 13 bis 15 Millionen $ beschafft werden. Im Oktober 2011 verkündet die Army einen 'voluntary flight demonstration / request for information (VFD/RFI)' Plan des AAS-Projektes. Die US-Army hatte bis Dezember 2012 Zeit, um zu entscheiden, ob sie mit dem Programm fortfahren sollte. Am 29. November 2012 wurde beschlossen, mit dem Armed Aerial Scout-Programm fortzufahren um einen neuen Scout-Hubschrauber zu erwerben. Am 8. Januar 2013 begann die Army mit der Überarbeitung der Präsentation für den stellvertretenden Stabschef der Army (Vice Chief of Staff), bevor der Wettbewerb fortgesetzt wurde. Die Armee kam zu dem Schluss, dass ihre Entscheidung für das AAS-Programm entweder zu neuem Entwicklungsaufwand oder zu einem Programm zur Verlängerung der Lebensdauer (service life-extension program, SLEP) für den OH-58F Kiowa führen würde.
Die Bewertungen der kommerziell verfügbaren Hubschrauber wurden 2012 anhand freiwilliger Flugdemonstrationen vorgenommen. Zu den fünf Kandidaten gehörten der Bell OH-58F Block II, Boeing AH-6I, AAS-72X/X+, MD Helicopters MD 540F, AgustaWestland AW139M (Demonstrationshubschrauber) und AgustaWestland AW169 AAS (Zieldesign). Sikorsky hat den S-97 Raider angeboten, es stand aber zu der Zeit noch kein Prototyp zur Demonstration zur Verfügung (Erstflug erst 2015). Boeing hatte versucht, MD Helicopters aus dem Programm zu werfen, da der MD 540F das gleiche Flugzeugdesign wie der AH-6 von Boeing hatte. Im Juli 2013 durfte MD Helicopters sein Angebot im Programm weiter bewerben. Auswertungen der Army ergaben, dass keiner der aktuellen Hubschrauber die Anforderungen erfüllte. Im Oktober 2013 teilte die Armee mit, dass das AAS-Programm aufgrund der Haushaltskürzungen möglicherweise verzögert oder abgesagt wird.
Das Armed Aerial Scout-Programm endete Ende 2013, ohne dass ein alternativer Scout-Hubschrauber für die Beschaffung ausgewählt wurde. Die zu erwarteten Kosten von 16 Milliarden US-Dollar für eine neue bewaffnete Scout-Hubschrauberflotte wurde als zu hoch eingestuft.
Es wurde entschieden, dass der Kampfhubschrauber AH-64E Apache Guardian und die Drohne AAI RQ-7 die Aufgaben der Scouting-Rolle übernimmt, eventuell auch der UH-72 Lakota. Die AAS-Anforderungen für einen Scout-Hubschrauber mit erhöhter Geschwindigkeit, Reichweite, Nutzlast und der Fähigkeit, bei 95 °F (35 °C) und 6000 ft (1800 m) zu fliegen (high and hot), bleibt weiterhin bestehen.
Im Jahr 2018 wurde das Future Attack Reconnaissance Aircraft-Programm (FARA) zur Entwicklung eines bewaffneten leichten Aufklärungshubschrauber gestartet. Diese Entwicklung ist Teil des Future Vertical Lift-Programms zur Entwicklung einer neuen Hubschrauberfamilie.

## Anwärter
Berücksichtigte Hubschrauber:
 AAS-72X
- Im Oktober 2010 gab ein Konsortium aus EADS North America, American Eurocopter und Lockheed Martin bekannt, den ersten von drei AAS-72X-Prototypen für den Flug vorzubereiten. Das Design gehört zur selben Familie wie der UH-72 Lakota.[12]

Bell OH-58F Block II
- Upgrade des aktuellen Kiowa Warrior.

Boeing AH-6S
- Verbesserte Version des MH-6 Little Bird

AgustaWestland AW109
- Leichter Mehrzweckhubschrauber

S-97 Raider
- Das im Mai 2009 enthüllte Mock-up einer X2-Variante[13][14] wurde später als S-97 bezeichnet.[15]

Das Design besteht aus einem koaxialen Hauptrotor und einem am Heck angebrachten Schubpropeller.
OH-58D / AVX
- AVX modifizierte das aktuelle OH-58D-Design, um die AAS-Anforderungen zu erfüllen.[16] Das Design verwendet den Kiowa-Rumpf und fügt einen koaxialen Hauptrotor und zwei kleinere ummantelte Schubpropeller an.[17]

## Anwärter 2012
Kandidaten für den vorläufigen Ersatz die im Frühjahr 2012 eine Flugdemonstrationen durchführen sollten.
Die Kandidaten im Juni 2012 waren:
- AgustaWestland AW139M – geändert zu AgustaWestland AW169 AAS[20]
- Boeing AH-6
- Airbus AAS-72X and AAS-72X+
- Bell OH-58F Block II
- S-97 Raider
- MD Helicopters MD 540F[21][22]